# Elena Andújar
Elena Andújar Camúñez (* 10. Dezember 1967 in Sevilla) ist eine spanische Flamenco-Sängerin sowie Tänzerin. Ihr Album „Elena Andújar“ erschien im Mai 2000.